# چشمه سه بردی
چشمه سه بردی معروف به(سه سنگی)یکی از جاذبه های  رامهرمز است،این چشمه در شمال غربی رامهرمز واقع شده است.
جاذبه= رامهرمز
|نام=چشمه سه بردی
|شهرستان=رامهرمز
|استان=خوزستان
|استفاده=تفریحی  
از این چشمه در تمام فصول سال آب بیرون می آید و در آن موجوداتی مانند ماهی،خرچنگ و قورباغه زندگی می کنند.این جاذبه ی گردشگری طبیعی،زیاد در بین مردم رامهرمز شناخته شده نیست و تنها عده ای از وجود آن اطلاع دارند.
آب این چشمه به صورت خود جوش از زیر زمین در می آید و دارای آبی زلال و شیرین است.
1. ↑  رامهرمز (1402/3/1). "جزئیات" (به رومانش). {{cite web}}: Check date values in: |تاریخ= (help)